# Иконийски султанат
Иконийски султанат, Румелийски (Румски) султанат или съкратено Рум е средновековна ислямска държава на селджуците в Мала Азия, просъществувала между 1077 и 1307 г.
След битката при Манцикерт, тюркските племена постепенно овладяват Мала Азия – дотогава византийска тема Анатоликон.
Първоначално столица на държавата е Никея, но след отвоюването на града от кръстоносците и възвръщането му на византийците, центърът на султаната се премества в Кония (Иконя), откъдето идва и наименованието Иконийски султанат. След 1243 г. изпада във васална зависимост от Илханата и в крайна сметка се разпада на малоазийски бейлици. Един от тях (най-северозападният) слага началото на османската династия и империя през 1299 г.

## Основаване
Иконийският султанат се отделя от Велики Селджук като една от последиците от битката при Манцикерт (1071). През 1077 година селджукският военачалник Сюлейман ибн Кутулмъш, природен брат на султана на Велики Селджук Малик Шах I, идва на власт в Западна Мала Азия. През 1075 г. той завладява византийските градове Никея (Изник) и Никомедия (Измит). Две години по-късно се обявява за султан на независима държава на селджуците с център в Никея. Името „Султанат на Рум“ идва от арабски и персийски извори, в които територията на Мала Азия е известна като Рум, тъй като е била дълго време римско/византийско владение. Макар да е населен с християни, арменци, гърци, сирийци и персийски мюсюлмани, съвременниците го наричат „Турция“ .

## Разширяване
Сюлейман е убит в Антиохия през 1086 г. от Тутушем I, владетел на селджукска Сирия, а синът му, Кълъч Арслан I е хвърлен в тъмница. След смъртта на султана на Велики Селджук Малик Шах I (1092 г.) Кълъч Арслан е освободен и веднага възвръща властта си в земите на баща си. Там той е победен от войските на Първия кръстоносен поход и се оттегля в сърцето на Мала Азия, където установява столицата си в Кония (Икония).
Разцветът на султаната е в края на XII и началото на XIII век, когато в хода на византийско-селджукските войни той успява да отнеме от Византия ключови пристанища по бреговете на Черно и Егейско море. На изток султанатът приобщава други тюркски държави и достига до езерото Ван. През него минават търговски пътища от Иран и Централна Азия към Ориента и Европа. През този период особено силни са търговските връзки с генуезците. Увеличеното богатство на султаната води до поглъщането на някои от източните малоазийски бейлици (Данишменди, Салтукиди, Ортокиди).

## Упадък
Нахлуването на монголите в Азия през 1242 г. бележи началото на упадъка на султаната. На 26 юни 1243 г. армията на султана и неговите съюзници е победена от монголите в битката при Кьосе даг. В резултат на това Иконийският султанат попада във васална зависимост от монголския Илханат и това положение се запазва през остатъка от XIII век.
Селджукските власти започнали да преотстъпват доходите от земите си за неопределен период от време на нови държатели. Новите държатели можели да ги оставят на децата си или да ги завещават на някоя благотворителна институция. Така от останките на селджукската държава изплуват множество емирати. Най-известните са Караман (със столица Ерменак, после Ларенде и накрая Кония), Гермиян (Кютахия), Хамид (Бурлу), Ешреф (Гургурум), Теке, Ментеше (Балат), Айдън (Бига), Сарухан (Маниса), Исфендияр (Кастамону), Кареси (Пергам и Балъкесир) и Османският емират (Бруса и после Никея). Но има и други малки образувания, по-малко известни. Границите на тези емирати са непостоянни и се изменят според враждите и съюзите или за сметка на експанзия за сметка на византийците.
Последният иконийски султан Месуд II и неговият син са убити през 1308 г., с което султанатът престава да съществува. След него остават изброените малоазийски бейлици, сред които се откроява османският, поставил по-късно начало на Османската империя.

## Иконийски султани
- Сюлейман ибн Куталмъш 1077 – 1086
- Кълъч Арслан I 1092 – 1107
- Малик Шах 1107 – 1116
- Масуд 1116 – 1156
- Кълъч Арслан II 1156 – 1192
- Кай Хосрой I 1192 – 1196
- Сюлейман II 1196 – 1204
- Кълъч Арслан III 1204 – 1205
- Кай Хосров I (повторно) 1205 – 1211
- Кай Каус I 1211 – 1220
- Кай Кубадх I 1220 – 1237
- Кай Хосрой II 1237 – 1246
- Кай Каус II 1246 – 1260
- Кълъч Арслан IV 1248 – 1265
- Кай Кубадх II 1249 – 1257
- Кай Хосрой II (повторно) 1257 – 1259
- Кай Хосрой III 1265 – 1282
- Масуд II 1282 – 1284
- Кай Кубадх III 1284
- Масуд II (повторно) 1284 – 1293
- Кай Кубадх III (повторно) 1293 – 1294
- Масуд II (трети път) 1294 – 1301
- Кай Кубадх III (трети път) 1301 – 1303
- Масуд II (четвърти път) 1303 – 1307
- Масуд III 1307